# Antonio Spinelli
Antonio Spinelli (* 1630 in Padua; † 1706 in München) war ein venezianischer Jurist, Theatinerpater und als Beichtvater der Kurfürstenfamilie und Geheimrat ein einflussreicher Berater am Bayerischen Hof.

## Leben
Antonio Spinelli studierte Jurisprudenz, promovierte im Zivilrecht und übte in Venedig eine Advokatur aus. Nach seinem Eintritt in den dortigen Theatinerorden bestand seine Tätigkeit für mehrere Jahre in der Unterweisung der Novizen.
Auf Wunsch der bayerischen Kurfürstin Henriette Adelheid übersiedelte Spinelli im Juni 1662 nach München. Zusammen mit den Patres Stefano Pepe und Girolamo Meazza sollte er das Kloster St. Kajetan des Theatinerordens aufbauen. Mit der Einlösung des Gelübdes des Kurfürstenpaares, anlässlich der Geburt des langersehnten Thronfolgers Max Emanuel den Orden in Bayern einzuführen, verfolgte die Kurfürstin das erklärte Ziel, den Einfluss der Jesuiten zurückzudrängen.
Nach dem Tod Stefano Pepes 1665 wurde Spinelli dessen Nachfolger als Beichtvater Henriette Adelheids und übte diese Funktion bis zum Tod der Kurfürstin 1676 aus. Er war ferner der geistliche Erzieher der Kinder des Kurfürstenpaares und auch deren Beichtvater.

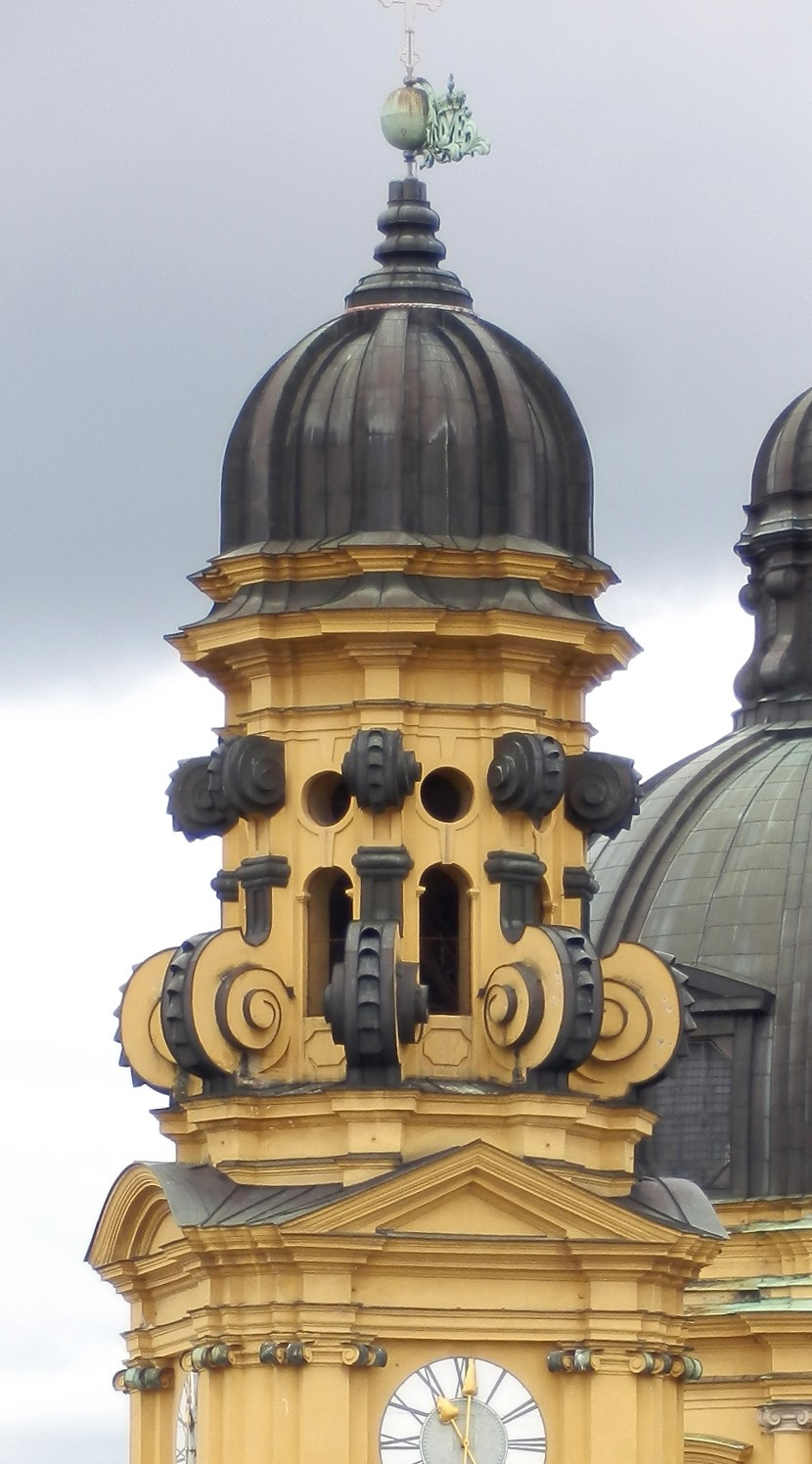
Charakteristischer Volutenkranz an einem der Türme der Münchner Theatinerkirche. Die Voluten dürften auf eine Idee Spinellis zurückgehen.

Von 1665 bis 1676 hatte Spinelli, der sich auch für Architektur und Kunst interessierte, die Bauleitung der Theatinerkirche inne, nachdem er dem eigentlichen Baumeister Agostino Barelli einen fatalen Fehler in der Konstruktion nachweisen konnte. Zudem beauftragte Kurfürstin Henriette Adelheid ihn 1670 mit dem Entwurf und der Ausführung des ersten Hochaltars der Theatinerkirche. Diese durch zwei überlebensgroße Engel und ein Kugeltabernakel bemerkenswerte Lösung war bis zur Einweihung des Gotteshauses 1675 fertig gestellt, erst in den 1720er Jahren wurde sie durch einen anderen Hochaltar ersetzt.
1668 wurde Spinelli als Nachfolger Agostino Bozomos Probst des Münchner Theatinerklosters. Dieses Amt bekleidete er bis 1671 und dann erneut von 1674 bis 1680. Er setzte sich besonders für die Heiligsprechung des Mitbegründers des Ordens, Kajetan von Thiene, ein, die er mit dem Wunder der Befreiung Neapels von der Pest 1556 und demjenigen der Geburt des Bayerischen Thronfolgers begründete. Die Heiligsprechung, die schließlich am 12. April 1671 erfolgte, wurde in München prachtvoll gefeiert und das monumentale Gemälde „Fürbitte des Hl. Kajetan während der Pest in Neapel“ von Joachim von Sandrart acht Tage lang in einer Triumphpforte vor der Residenz gezeigt, was letztlich zur Eskalation des Konfliktes mit den Jesuiten führte. Anlässlich des Namenstages des jesuitischen Heiligen Franz Xaver im Dezember nannte der Jesuitenpater Wilhelm Gumppenberg in seinen Predigten diesen sowie die Heiligen Maria, Januarius und Rosalia als Befreier Neapels von der Pest. Die demonstrative Auslassung Kajetans in dieser Aufzählung verstand Spinelli nicht nur als Herabwürdigung Kajetans, sondern auch als Angriff auf die Ehre Gottes. Mit Rückendeckung der Kurfürstin ließ er eine Protestnote an den Kirchen und Plätzen Münchens anschlagen, in der er Gumppenberg als einen „üblen Berichter“ bezeichnete. Die Sache kam vor den zuständigen Bischof von Freising, den Wittelsbacher Albrecht Sigismund von Bayern, der als Parteigänger der Jesuiten galt und der Gründung des Theatinerordens größte Schwierigkeiten in den Weg gelegt hatte. Dass der Konflikt dennoch zu Gunsten Spinellis ausging und Gumppenberg letztendlich aus München nach Salzburg abberufen wurde, zeigt die starke Position, die sich Spinelli inzwischen aufgebaut hatte.
Obwohl Ferdinand Maria lebenslang einen Jesuiten als Beichtvater hatte, war es der Theatiner Spinelli, der ihm 1679 im Schloss Schleißheim die Sterbesakramente reichte, da der jesuitische Pater Bernhard Frey wenige Stunden vor dem Tod des Kurfürsten nach München aufgebrochen war.
Auch unter Ferdinand Marias Sohn und Nachfolger behielt Spinelli seinen Einfluss. Als Henriette Adelheids älteste Tochter Maria Anna Christina 1680 den französischen Thronfolger Ludwig, einen Sohn Ludwigs XIV., heiratete, wünschte sie sich, dass Spinelli sie als Beichtvater in ihr zukünftiges Leben begleiten sollte. Da dieser jedoch am Hof Max Emanuels unabkömmlich war und Frankreich der neuen Dauphine sowieso keinen bayerischen Beichtvater gestatten wollte, zerschlugen sich die Hoffnungen, auch am französischen Hof Fuß zu fassen. Spinelli begleitete Max Emanuel auf allen seinen Ungarnfeldzügen. 1690 erhielt er den Titel eines Geheimen Wirklichen Geistlichen Rates.

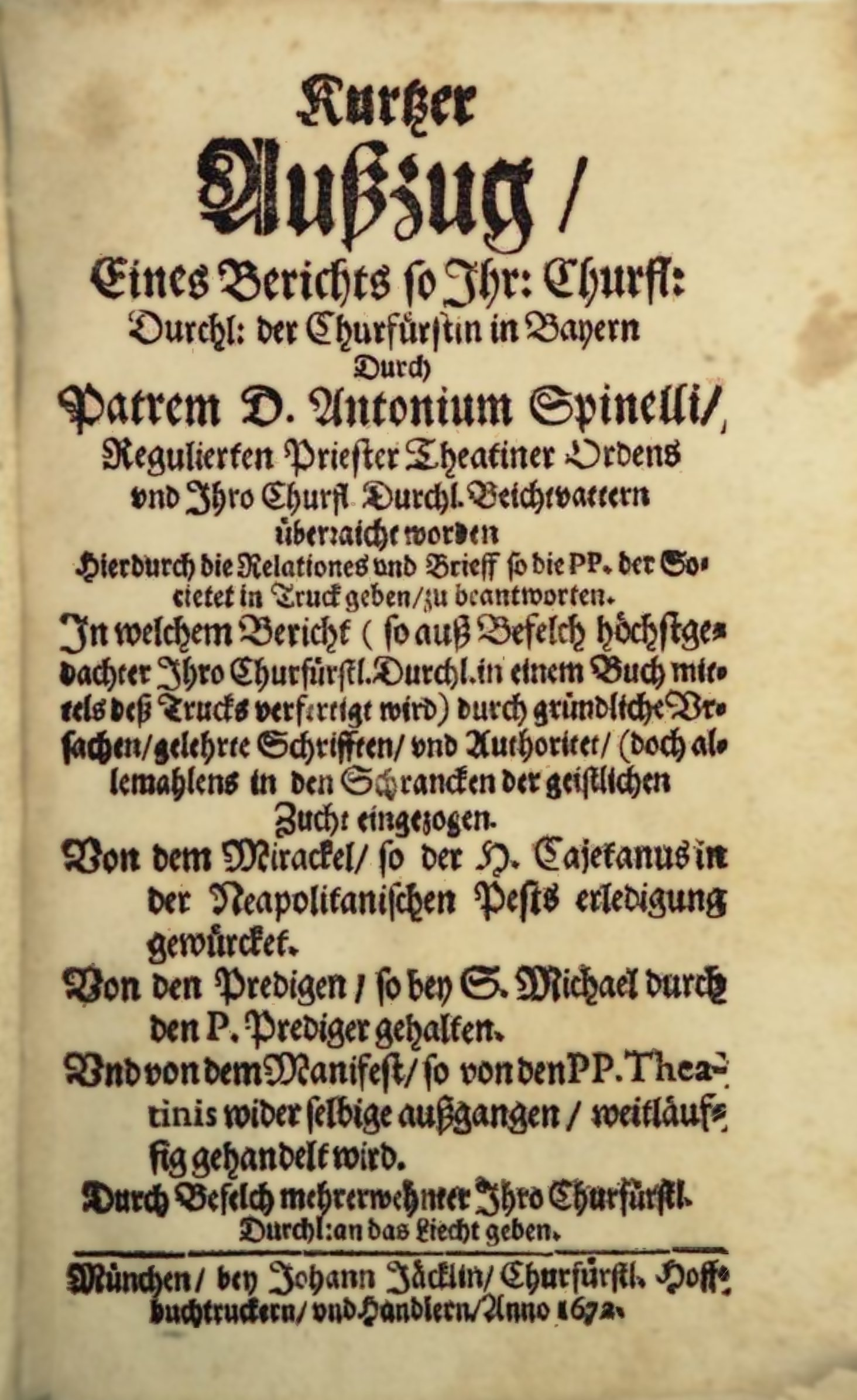
Spinellis Streitschrift gegen Gumppenberg, im Druck erschienen 1672

Das Kloster-Tagebuch, das Spinelli von Dezember 1673 bis März 1705 mit großer Genauigkeit führte, stellt wohl eine der wichtigsten Quellen zur Geschichte des Theatinerstiftes in München dar. Vor ihm hatte schon sein Mitbruder Girolamo Meazza ein solches Diarium verfasst (von 1662 bis 1671).

## Schriften
- Antonio Spinelli: Kurzer Auszug eines Berichts so Ihr: Churfl: Durchl: der Churfürstin in Bayern durch Patrem D. Antonium Spinelli Regulierten Priester Theatiner Ordens und Ihro Churfl. Durchl. Beichtvattern überraicht worden. Johann Jäcklin, München (books.google.de – Kontroverstheologische Streitschrift Spinellis gegen Gumppenberg).